# Ighzrane
Ighzrane (en àrab إغزران, Iḡzrān; en amazic ⵉⵖⵥⵕⴰⵏ) és una comuna rural de la província de Sufruy, a la regió de Fes-Meknès, al Marroc. Segons el cens de 2014 tenia una població total de 9.626 persones.